# 桑德贝格
桑德贝格（德語：Sandberg）是德国巴伐利亚州的一个市镇。总面积28.03平方公里，总人口2592人，其中男性1282人，女性1310人（2011年12月31日），人口密度為每平方公里92人。